# Durosaccum
Durosaccum is een monotypisch geslacht van schimmels uit de familie van de Sclerodermataceae. Het bevat alleen de soort Durosaccum pisiforme.